# Dóra Szinetár
Dans le nom hongrois Szinetár Dóra, le nom de famille précède le prénom, mais cet article utilise l’ordre habituel en français Dóra Szinetár, où le prénom précède le nom.
Dóra Szinetár, née le 17 décembre 1976 à Budapest, est une chanteuse et actrice hongroise, dont la carrière a été saluée par le prestigieux prix Mari-Jászai.

## Biographie
Dóra Szinetár est la fille de l'actrice Ildikó Hámori et de Miklós Szinetár, réalisateur et scénariste, ancien vice-président de la télévision hongroise et ancien directeur général de l'Opéra d'État hongrois, les deux sont lauréats du Prix Kossuth. Elle a un frère, Gábor.
Durant son enfance, elle est élève à l'école primaire Klára Leövey. Entre 1990 et 1995, elle intègre l'Académie hongroise de danse. Elle étudie plusieurs styles d'arts, tels le ballet, la step-danse, la danse acrobatique et différentes danses modernes. Après ces années de formation, elle est membre de la troupe du Théâtre Szigligeti entre 1995-1996.
En 2001, elle intègre la compagnie du Budapesti Operettszínház. Dès lors, elle interprète plusieurs rôles majeurs qui lui permettent d'accéder à la notoriété. Elle incarne notamment la Juliette, très populaire, de l'adaptation hongroise de Roméo et Juliette, de la haine à l'amour. C'est à cette époque qu'elle rencontre Zoltán Bereczki, avec qui elle se marie en 2005. Jusqu'à leur divorce, en 2012, leur duo produit plusieurs disques : tous seront des succès, la plupart étant sacrés Disque d'or ou Disque de platine. Ce succès ne sera jamais démenti, qu'ils se produisent ensemble ou en solo. Par ailleurs, ils partagent l'affiche d'un autre spectacle célèbre, Rebecca, dans lequel ils incarnent le couple phare.
En 2011, elle s'illustre dans L'Opéra de quat'sous. Le spectacle, adapté de l'œuvre phare de Bertolt Brecht, opte pour une vision anachronique avec des costumes décalés signés Erzsébet Túri et des maquillages outranciers empruntant au cinéma muet. Elle y retrouve à cette occasion ses partenaires de Róméó és Júlia, Attila Dolhai et Szilveszter P. Szabó.
Dóra Szinetár, Kata Janza, Ágota Siménfalvy et Mara Kékkovács constituent le quatuor des Operett Angyalai (littéralement, les Anges de l'Opérette) formé par le Budapesti Operettszínház.
Depuis 2019, elle est ambassadrice de l'UNICEF.

## Vie privée
Dóra Szinetár a été mariée à Jenő Lőcsei, danseur de ballet. Le couple a un enfant, Márton.
Zoltán Bereczki et Dóra Szinetár se sont mariés le 17 juin 2005. En 2007, ils accueillent leur premier enfant, Zora Veronika. Le couple se sépare en 2012.
En juin 2015, elle épouse l'acteur Zalán Makranczi. Ils ont un fils, Benjámin Makranczi, né en 2017 avec le syndrome de Down,.

## Scénographie sélective
| Titre                              | Rôle                       | Lieu(x) des représentations |
| ---------------------------------- | -------------------------- | --------------------------- |
| A Mizantróp                        | Célimène, amante d’Alceste | Théâtre Turay Ida           |
| A muzsika hangja                   | Liesl von Trapp            | Fővárosi Operettszínház     |
| A nyomorultak                      | Cosette jeune              | Szegedi Szabadtéri Játékok  |
| A nyomorultak                      | Cosette                    | Théâtre Rock                |
| A nyomorultak                      | Éponine                    | Théâtre Madách              |
| A padlás                           | Kölyök                     | Vígszínház                  |
| A Szépség és a Szörnyeteg          | Belle                      | Budapesti Operettszínház    |
| Anna Karénine                      | Kitty Stcherbatskï         | Théâtre Rock                |
| Anna Karénine                      | Kitty Stcherbatskï         | Ferencvárosi Ünnepi Játékok |
| Annie                              | Grace Farell               | Théâtre Thália              |
| Cigánykerék                        | Judit                      | Théâtre József Attila       |
| Chicago                            | Roxie Hart                 | Théâtre Miskolci Nemzeti    |
| Mozart!                            | Constanze Weber            | Budapesti Operettszínház    |
| Rómeó és Júlia                     | Juliette                   | Budapesti Operettszínház    |
| Helló! Igen?! (Hello Again!)       | La jeune femme             | Budapesti Operettszínház    |
| Egy bolond százat csinál           | Elly                       | Budapesti Operettszínház    |
| Funny Girl                         | Fanny Brice                | Budapesti Operettszínház    |
| Holdbéli csónakos                  | Pávaszem                   | Théâtre Nemzeti             |
| Koldusopera                        | Polly Peachum              | Budapesti Operettszínház    |
| Légy jó mindhalálig                | Nyilas Misi                | Gyulai Várszínház           |
| Légy jó mindhalálig                | Nyilas Misi                | Théâtre Arizona             |
| Lili bárónő                        | Lili                       | Théâtre Soproni Petőfi      |
| Miss Saigon                        | Kim                        | Théâtre Rock                |
| My Fair Lady                       | Eliza Doolittle            | Théâtre Hevesi Sándor       |
| Oliver!                            | Nancy                      | Théâtre Madách              |
| Párbajhős                          | Sara Melody                | Budapesti Kamaraszínház     |
| Rebecca - A Manderley-ház asszonya | L'héroïne                  | Budapesti Operettszínház    |
| Sors bolondjai                     | Bonnie Sparks              | Théâtre Madách              |
| Üvöltő szelek                      | Catherine Linton           | Théâtre Művész              |
| Valahol Európában                  | Eva                        | Petőfi Musical Stúdió       |
| Vízkereszt, vagy amit akartok      | Olivia                     | Théâtre Szigligeti          |
| West Side Story                    | Anita                      | Festival Szeged             |
| West Side Story                    | Maria                      | Théâtre Szigligeti          |
| West Side Story                    | ???                        | Budapesti Operettszínház    |

## Doublage
- Le Magicien d'Oz : Dorothy Gale (Judy Garland)
- The Doors : Pamela Courson (Meg Ryan)
- Angel : Winifred 'Fred' Burkle (Amy Acker)
- Le Dixième Royaume : Virginia Lewis (Kimberly Williams)
- Le Pianiste : Halina (Jessica Kate Meyer)
- Frère des ours : choriste
- Un long dimanche de fiançailles : la narratrice (Florence Thomassin)
- Die Hard 4 : Retour en enfer : Lucy McClane (Mary Elizabeth Winstead)
- Le Journal intime d'une future star : Lola (Lindsay Lohan)
- La Coccinelle revient : Maggie Peyton (Lindsay Lohan)
- Saga Pirates des Caraïbes : Elizabeth Swann (Keira Knightley)
- Les Schtroumpfs : la Schtroumpfette
- Les Trois Mousquetaires : Milady de Winter (Milla Jovovich)
- Univers Marvel Avengers, Captain America : Le Soldat de l'hiver, Avengers : L'Ère d'Ultron, Marvel : Les Agents du SHIELD : Maria Hill (Cobie Smulders)
- My Week with Marilyn : Marilyn Monroe (Michelle Williams)
- Encanto - La Fantastique Famille Madrigal : Luisa Madrigal

## Filmographie

### Cinéma
- Laurin (1989)

### Téléfilms
- Isten teremtményei (1986)
- Cirkusz (MTV prod.) (1993)
- Velem mindig történik valami (2003)

## Discographie

### Solo
- 1990 : Dóra
- 1991 : Mindenhol
- 2016 : Újratervezés (30 Év Musical-Emlékei)

### Duo avecZoltán Bereczki
| Album             | Année | Classement dans le Top 40 albums de MAHASZ | Certification            |
| Musical Duett     | 2007  | 1                                          | Double disque de platine |
| Musical Duett 2.  | 2008  | 1                                          | Disque de platine        |
| Musical Duett Box | 2008  | 11                                         | Disque d'or              |
| Musical Koncert   | 2009  | 4                                          | -                        |
| Duett Karácsony   | 2010  | 1                                          | Disque de platine        |
| Duett             | 2011  | -                                          | -                        |

### Participation
| Album                              | Année | Classement dans le Top 40 albums de MAHASZ | Certification |
| ---------------------------------- | ----- | ------------------------------------------ | ------------- |
| Mozart!                            | 2003  |                                            |               |
| Rómeó és Júlia                     | 2004  | 5                                          | Disque d'or   |
| A Szépség és a Szörnyeteg          | 2005  | 1                                          | -             |
| Rebecca - A Manderley-ház asszonya | 2010  | 1                                          | Disque d'or   |

### Vidéographie
- 2005 –  Rómeó és Júlia - musical (Budapesti Operettszínház)
- 2007 – Musical karaoke (Budapesti Operettszínház)
- 2007 – Csináljuk a fesztivált (CD+DVD)
- 2008 – Csináljuk a fesztivált 3. (CD+DVD)
- 2009 – BERECZKI ZOLTÁN - SZINETÁR DÓRA Musical Duett Koncert

## Récompenses
- Prix EMERTON (1999)
- Prix Súgó Csiga (2005)
- Prix Mari-Jászai (2006)
- Prix Actrice musicale de l'année par le Cosmopolitan Award (2007)
- Prix Story Ötcsillag (2008)
- Prix Phonogram - Album familial de l'année : Zoltán Bereczki et Dóra Szinetár pour Musical Duett (2008)
- Prix Phonogram - Album familial de l'année : Zoltán Bereczki et Dóra Szinetár pour Musical Duett 2 (2009)